# Cessoy-en-Montois
Cessoy-en-Montois település Franciaországban, Seine-et-Marne megyében. Lakosainak száma 213 fő (2022. január 1.). Cessoy-en-Montois Sognolles-en-Montois, Thénisy, Meigneux és Mons-en-Montois községekkel határos.

## Népesség
A település népességének változása:
| Lakosok száma | 211  | 213  | 218  | 214  | 215  | 214  | 215  | 214  | 213  |
|               | 2013 | 2015 | 2016 | 2017 | 2018 | 2019 | 2020 | 2021 | 2022 |